# Haversin
Haversin est un petit village belge de l'ancienne commune de Serinchamps, situé dans la commune de Ciney.
La localité abrite un château datant du XVIIe siècle, et la gare d'Haversin mise en service par sections en 1858 par la Grande compagnie du Luxembourg.
Le 13 mai 1966, le roi Baudouin et Élisabeth II, reine d'Angleterre, font halte à la gare d'Haversin après une visite au château de Ciergnon, à Ciergnon, et prennent le train pour Bruxelles .

## Patrimoine classé
- Château de Haversin.
- Chapelle Saint-Lambert datant de 1700.